# 日本スキー場開発
日本スキー場開発株式会社（にほんスキーじょうかいはつ）は、スキー場経営を業務とする会社である。

## 概要
日本駐車場開発株式会社がスキー場運営を開始するに当たって2005年に設立された。2021年現在8スキー場を運営している。

## 沿革
- 2005年（平成17年） - 日本駐車場開発株式会社の100%子会社として設立。
- 2006年（平成18年） - サンアルピナ鹿島槍スキー場を取得し、2006-2007シーズンから運営開始。
- 2009年（平成21年） - 竜王スキーパークの運営会社を子会社化し、2009-2010シーズンから運営開始。
- 2010年（平成22年） - 川場スキー場の運営会社を子会社化し、2010-2011シーズンから運営開始。
- 2012年（平成24年） - 東京急行電鉄から子会社の白馬観光開発を買収し[3]、2012-2013シーズンから白馬エリア3スキー場（白馬八方尾根スキー場、白馬岩岳スノーフィールド、栂池高原スキー場）の運営を開始。
- 2014年（平成26年） - めいほうスキー場を取得、2014-2015シーズンから運営開始。
- 2015年（平成27年） - 東証マザーズに株式上場。菅平高原スキー場のダボス・太郎エリアを運営する株式会社ハーレスキーリゾートを子会社化し、2015-2016シーズンから運営開始。
- 2016年（平成28年） - 以前からプリンスホテル、東急リゾートサービスが販売していた共通早割リフト券に加わる形で、2016-2017シーズンから、プリンスホテル・東急リゾートサービス・日本スキー場開発共通早割リフト券（全国27スキー場で使用可能）を販売。
- 2017年（平成29年） - 本店を長野県北安曇郡白馬村に移転。

## 関係会社・運営施設
- 川場リゾート株式会社 - 川場スキー場（群馬県）
- 株式会社鹿島槍 - 鹿島槍スキー場（長野県）
- 白馬観光開発株式会社 - 白馬八方尾根スキー場・白馬岩岳スノーフィールド・栂池高原スキー場（長野県）
- 株式会社北志賀竜王 - 竜王スキーパーク（長野県）
- 株式会社ハーレスキーリゾート - 菅平高原スキー場（ダボス・太郎エリア）（長野県）
- めいほう高原開発株式会社 - めいほうスキー場（岐阜県）
- 株式会社スパイシー - スキー・スノーボードのレンタル